# Naturschutzgebiet Ruhraue Witten-Gedern
Das Naturschutzgebiet Ruhraue Witten-Gedern ist ein rund 85 Hektar großes Naturschutzgebiet an der Ruhr, das sich grenzüberschreitend in den beiden kreisangehörigen Städten Witten und Herdecke in Nordrhein-Westfalen befindet. Es wurde 1984 im Zuge der Landschaftsplanaufstellung des Ennepe-Ruhr-Kreises eingerichtet und trägt die Objektkennung EN-006. Benannt ist das Gebiet nach dem östlich gelegenen Siedlungsbereich Gedern.
Etwa 98,5 Prozent der Schutzgebietsfläche gehören zum Wittener Stadtgebiet (Gemarkungen Bommern und Annen), etwa 1,5 Prozent zum Herdecker Stadtgebiet (Gemarkungen Herdecke und Ende).

## Gebiet
Naturräumlich gehört das Naturschutzgebiet zur Ardeypforte. Grob begrenzt wird es durch zwei Bahndämme, die jeweils randlich auf beiden Seiten der Ruhraue verlaufen. Im Osten, rechts der Ruhr, verlaufen die Bahnstrecke Elberfeld–Dortmund, auf der auch ICE-Züge verkehren, und die Bundesstraße 226. Im Westen, links der Ruhr, verlaufen die Ruhrtalbahn und die Bahnstrecke Witten–Schwelm (Elbschetalbahn) sowie begleitend der Ruhrtalradweg.
Ans Gebiet grenzen im Westen die Orte Wengern (Stadt Wetter (Ruhr)) und Bommern (Stadt Witten) und im Osten die Siedlungsbereiche Gedern mit dem Gut Obergedern (Stadt Witten) sowie dem Haus Mallinckrodt (Stadt Herdecke).
An der Nordspitze des Naturschutzgebiets befinden sich ein Campingplatz und im Fluss die sog. RWE-Insel. Außerdem quert die 220-kV-Freileitung Herdecke-Süd der Amprion das Gebiet; drei Masten stehen innerhalb der Schutzgebietsfläche.

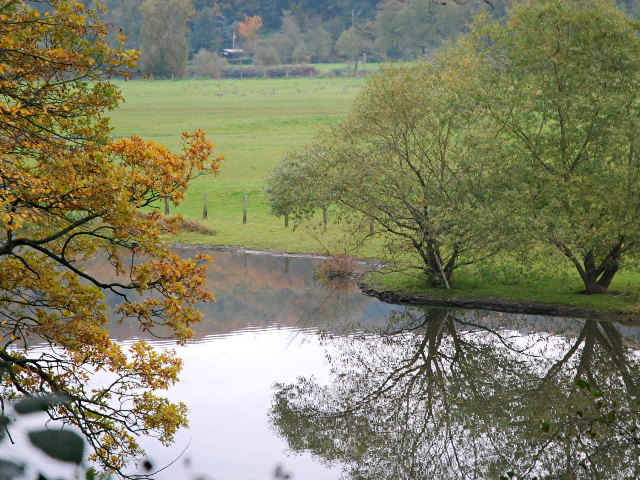
Blick vom Ruhrtalradweg an den Gederweiden über ein Altarmgewässer ins NSG

Das NSG umfasst im Wesentlichen die beiden großen, von Grünlandnutzung geprägten Auenbereiche Gederweiden (ca. 48 ha) auf der linken und Ruhrweiden (ca. 28,5 ha) auf der rechten Flussseite. Zwischen den beiden Auenflächen gehört auch die Ruhr selbst auf etwa 850 Meter Länge mit rund 5,5 ha Wasserfläche zum Naturschutzgebiet. Die an vielen Stellen von Weiden dominierte Ufervegetation ist sogar auf gut 2,8 km Länge geschützt (von der Einmündung des Selmkebachs im Süden bis auf Höhe des Bommeraner Campingplatzes Steger im Norden).
Im Südosten, in der Nähe von Haus Mallinckrodt, ist zusätzlich ein rund 2,5 ha großer Bereich zwischen der Bahntrasse und der Bundesstraße ins Naturschutzgebiet einbezogen. Dort fließen zwei Nebengewässer zur Ruhr, die vor dem Bahndamm mehr oder weniger stark aufgestaut sind. Am Mündungsbereich des namenlosen Siepens von Haus Mallinckrodt befindet sich ein teils versumpfter Waldbereich und der Selmkebach ist vor seiner Mündung in die Ruhr zu einem gut 270 m langen Teich gestaut.
Die Gederweiden im Westen der Ruhr sind alte landwirtschaftliche Flächen, die heute noch mit Rindern und Pferden beweidet werden. Sie gehören zum Trinkwasserschutzgebiet des Wasserwerks am Ruhr-Viadukt. Am Westrand der Gederweiden, direkt unterhalb der Bahnböschung, verläuft ein langgestreckter Altarm der Ruhr, der teils verlandet und zugewachsen, teils sumpfig, teils als offene Wasserfläche erhalten ist. Gespeist wird der Altarm sowohl von Grundwasser als auch von seitlich einmündenden Bächen, vor allem von der aus dem LSG Elberg kommenden Deipenbecke. Der langsam fließende Altarm-Abschnitt, der im Norden des NSGs in die Ruhr mündet, wird Spiek genannt. Bei Hochwasser dienen die Gederweiden als Retentionsraum. Je nach Hochwasserintensität stehen dann mehrere flache Blänken im Gelände oder sogar weite Teile des Grünlands unter Wasser.
Der Ruhrweiden genannte Ostteil des NSGs wurde viele Jahrzehnte als Wassergewinnungsgelände genutzt (Wassergewinnungsanlage Mallinckrodt); 27 Brunnen sind dort perlenschnurartig entlang des Ufers in den Boden eingelassen. Dieser Bereich wird als Wiesenfläche offen gehalten.

## Tier- und Pflanzenarten
Über einhundert Vogelarten sind aus dem Gebiet bekannt. Viele sind gefährdet, teilweise handelt es sich um Rote-Liste-Arten. Dazu gehören: Kiebitz (RL 1), Eisvogel (RL 3), Teichrohrsänger (RL 3), Sumpfrohrsänger (RL V), Rohrammer  (RL 1), Braunkehlchen (RL 1), Schwarzkehlchen (RL V), Wacholderdrossel (RL 3). An Reptilien sind zu nennen: Schlingnatter (RL 1S) und Ringelnatter (RL 3). Auch die Gebänderte Prachtlibelle  (RL 2)  ist im NSG heimisch. Bei den Pflanzenarten sei die Vorkommen von Zungen-Hahnenfuß (RL 2), Kohldistel (RL V) und Gewöhnlichem Wasserhahnenfuß (RL G) hervorgehoben.
(Anmerk.: Das NSG liegt im Grenzbereich der beiden Naturräume Westfälische Bucht und Bergisches Land – die Einstufung der reg. Roten Liste (RL-Angabe) nennt hier den jeweils höheren Wert der Gefährdung).

## Schutzziele
Vorrangige Schutzziele für das NSG sind die Erhaltung
- artenreicher Lebensgemeinschaften und vielfältiger Lebensstätten von zum Teil seltenen und gefährdeten Pflanzen und Tieren,
- des Ruhraltarmes wegen seiner landeskundlichen und naturgeschichtlichen Bedeutung und
- der Auenlandschaft wegen ihrer Seltenheit, besonderen Eigenart und hervorragenden Schönheit.[1][2]

## Tourismus
Durch das Naturschutzgebiet führen keine öffentlichen Wege und es besteht ein allgemeines Betretungsverbot. In weiten Teilen ist das Gebiet außerdem abgezäunt und/oder wird beweidet. Lediglich Wasserwanderer auf der Ruhr dürfen das Schutzgebiet durchqueren, sofern sie sich von den Ufern fernhalten, keinen Lärm machen und Rücksicht auf die Tierwelt, v. a. auf Brut- und rastende Zugvögel, nehmen.
Im Westen des Gebiets, auf der linken Ruhrseite, verläuft jedoch in erhöhter Position auf bzw. an einem alten Bahndamm ein Fuß- und Radwanderweg, der einen Abschnitt des Ruhrtalradwegs bildet (Abschnitt Wengern bis Bommern). Von diesem Weg aus gibt es mehrere gute Möglichkeiten, ins Gebiet zu blicken und die Tierwelt zu beobachten, ggf. mit Hilfe eines Fernglases. An einigen Punkten sind Informationstafeln aufgestellt.
Einen landschaftlich reizvollen Blick übers Gebiet bietet außerdem das Berger-Denkmal, ein Aussichtsturm in Witten.

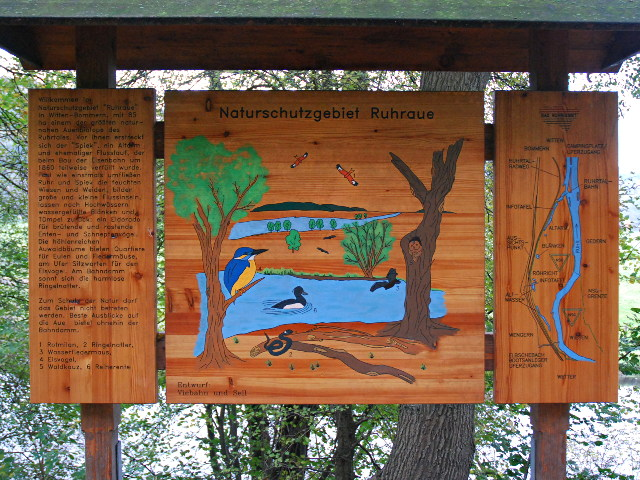
Infotafel zum NSG am Ruhrtalradweg
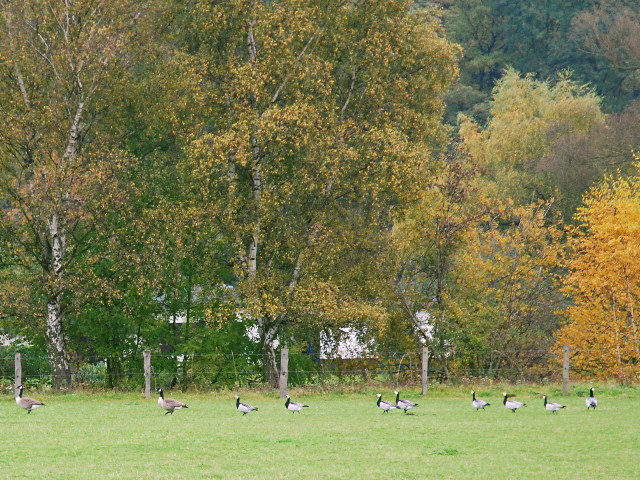
Kanadagänse und Nonnengänse im Norden des NSGs
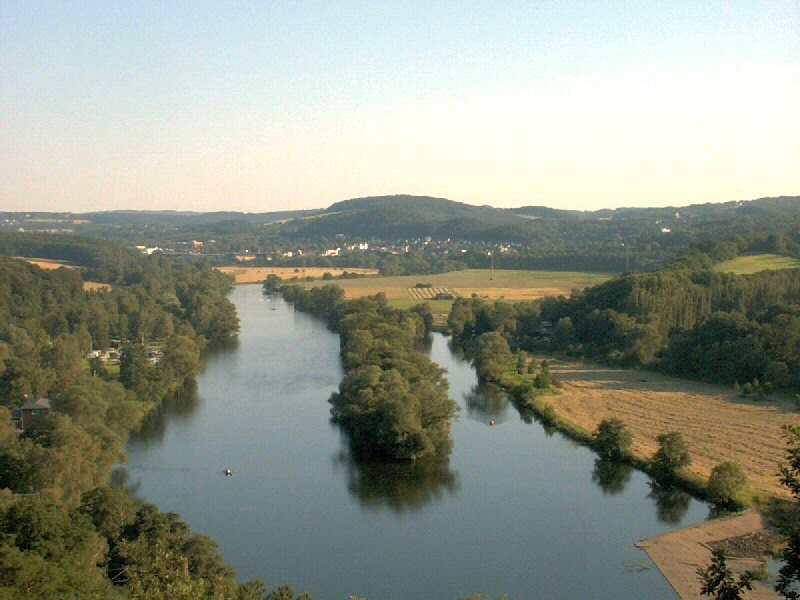
Blick vom Berger-Denkmal: das NSG beginnt hinter der Ruhrinsel in der Bildmitte.